# Саксонские герцогства

Герб династии Веттинов.

Саксонские герцогства (Sächsische Herzogtümer), Эрнестинские герцогства (нем. Ernestinische Herzogtümer) — государства Священной Римской империи, в основном находившиеся в Тюрингии и управлявшиеся представителями Эрнестинской линии Веттинов.
Фрагментация Саксонского герцогства началась в XV в. благодаря старогерманскому закону о престолонаследии, по которому раздел наследства происходил между всеми сыновьями (Эрнестинские герцогства перешли на право первородства лишь в XIX веке). Помимо этого, каждый сын саксонского герцога имел одноимённый титул. Иногда братья совместно управляли полученной в наследство территорией, а иногда — производили её раздел. Некоторые из Эрнестинских герцогств сохранили независимость вплоть до 1918 года. Аналогичные процессы в домах Рейсс и Шварцбург привели к тому, что Тюрингия с конца XV и до начала XX века представляла собой клубок маленьких государств.

## История

### Начало фрагментации герцогства. Лейпцигский раздел

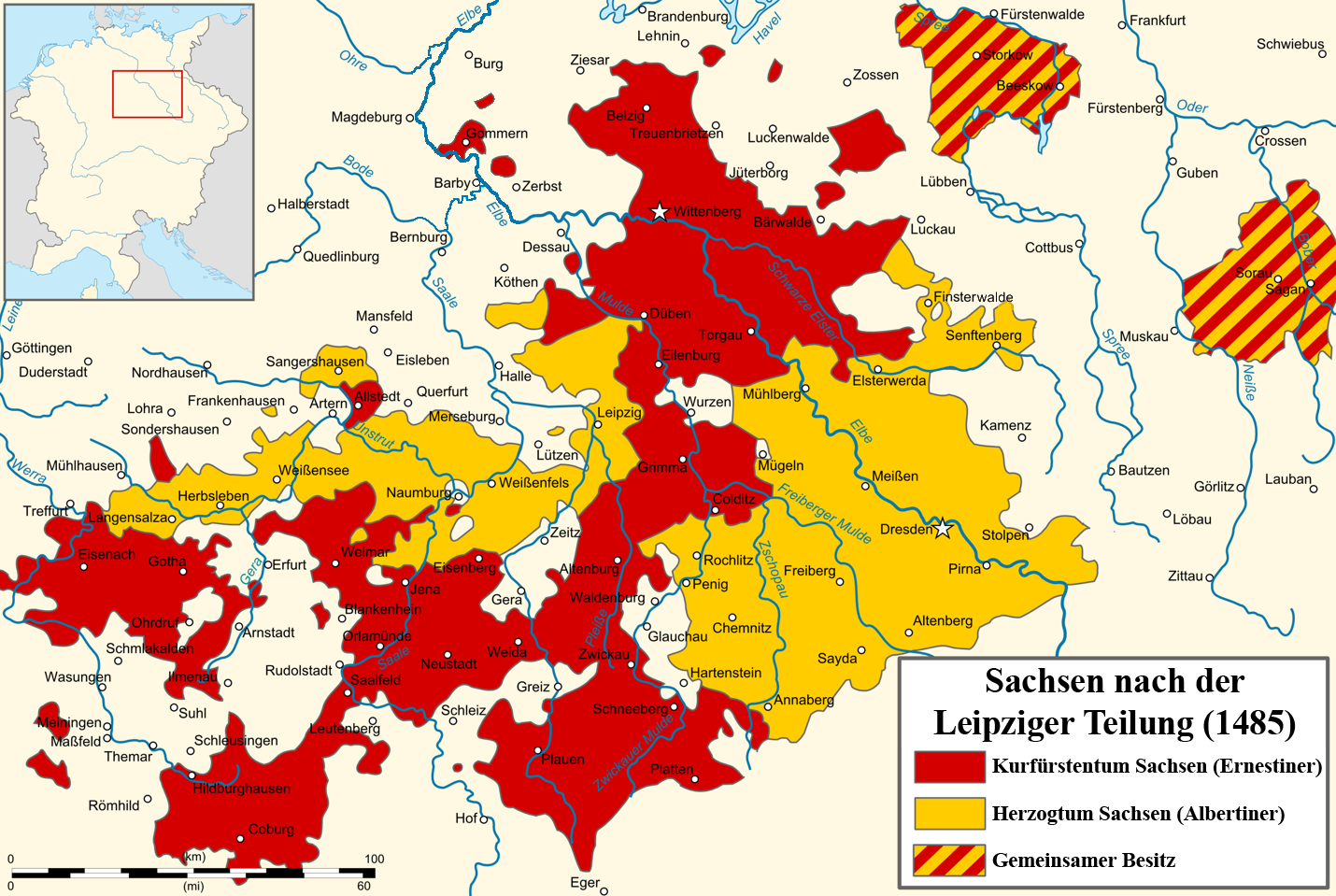
Схема Лейпцигского раздела: владения Эрнста (красный) и Альбрехта (жёлтый), заштрихованная область управлялась обоими братьями.

Граф Ангальта Бернхард III в 1180 году унаследовал от своего отца Альбрехта Медведя часть старого саксонского герцогства, в основном районы около Лауэнбурга и Виттенберга. Его сын Альбрехт I унаследовал саксонские владения, которые в 1260 году завещал сыновьям Иоганном I и Альбрехтом II, при которых в 1296 году завершился процесс раздела герцогства на Саксен-Лауэнбург и Саксен-Виттенберг.
Благодаря Золотой булле 1356 года Саксен-Виттенберг стало курфюшеством Саксония с правом участия в выборах императора Священной Римской империи. Когда в 1422 году умер последний герцог Саксен-Виттенберга Альбрехт III, император Сигизмунд передал его владения представителю дома Веттинов в лице маркграфа Мейссена Фридриха I. В то время под Саксонией подразумевались все владения Веттинов, включая их земли в Тюрингии, ибо титул герцога Саксонии был самым высоким их титулом.
После смерти Фридриха II в 1464 году его старший сын Эрнст стал курфюрстом, совместно правивишим вместе со своим братом Альбрехтом III. В 1485 году по условиям Лейпцигского раздела они разделили между собой владения Веттинов: Эрнст получал северный Мейссен, южную Тюрингию и Виттенберг, в то время как Альберту доставалась северная Тюрингия и южный Мейссен.

### Витенбергская капитуляция. Эрфуртский раздел
Эрнст умер в 1486 году, его наследником стал Фридрих III. При нём в 1502 году Виттенберге был основан первый университет в эрнестинской Саксонии, ибо единственный университет Саксонии в экономическом центре региона Лейпциге при разделе отошёл к Альбрехту. Фридрих оказывал покровительство Мартину Лютеру и реформации.
Фридрих III умер в 1525 году, новым правителем стал его брат Иоганн I, возглавлявший протестантский Шмалькальденский союз. После его гибели в 1532 году ему наследовал его сын Иоганн Фридрих, который первые десять лет своего правления делил власть со своим братом — титулярным герцогом Саксен-Кобурга Иоганном Эрнстом. При Иоганне Фридрихе противостояние союза с католическим императором Священной Римской империи Карлом V обострилось, курфюрсту пришлось защищать свои владения от представителя Альбертинской линии Морица. После поражения в битве при Мюльберге в 1547 году курфюрст был взят в плен имперскими войсками, приговорен к смерти за измену и помилован, после чего был вынужден подписать Виттенбергскую капитуляцию с уступкой курфюшества Морицу. После того, как новый правитель изменил императору в 1552 году, по Пассаускому договору Иоганн Фридрих был освобождён и получил назад свои владения в Тюрингии. Он избрал своей новой столицей Веймар, и основал университет в Иене взамен сохранённого за Морицем Виттенберга.

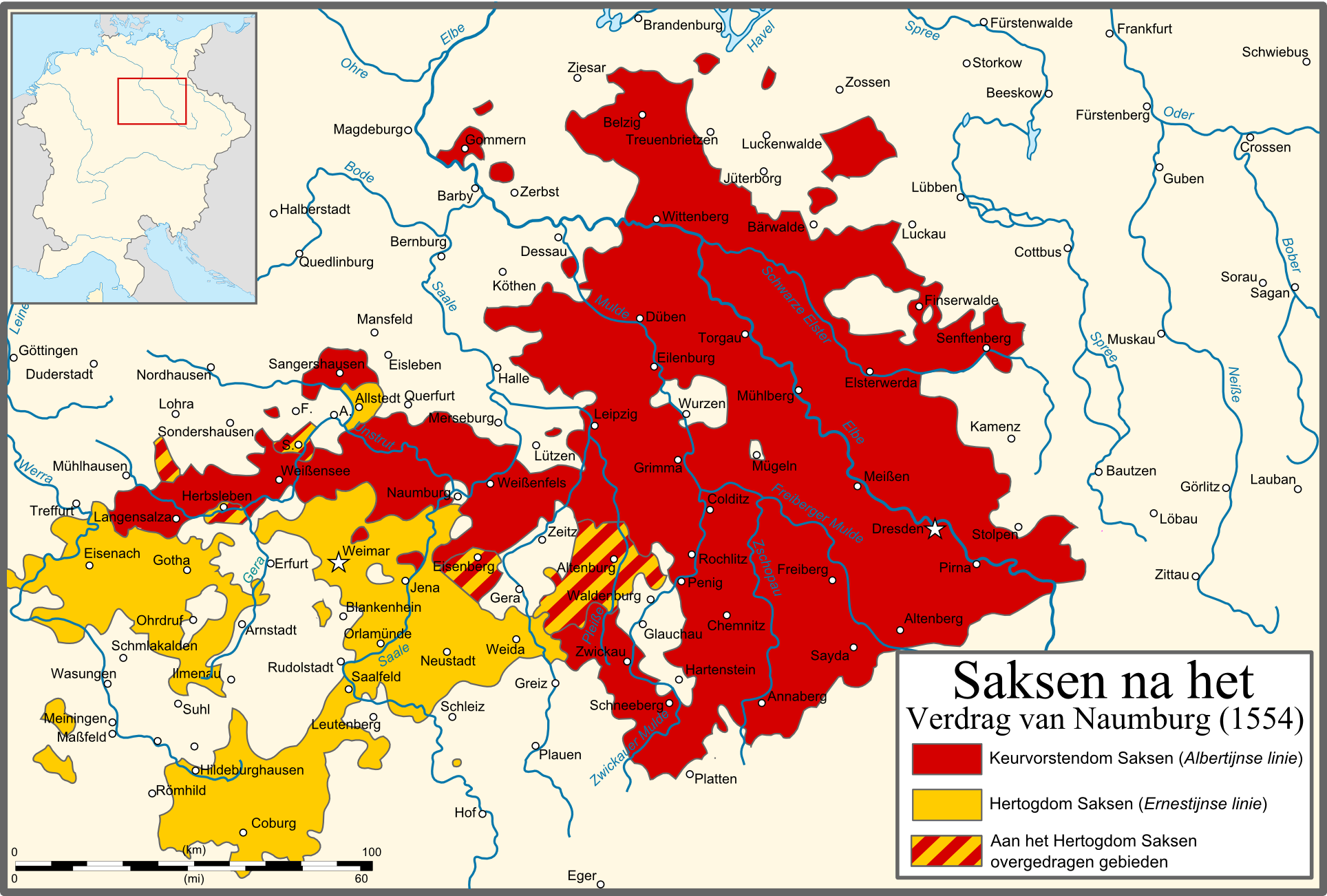
Курфюшество Саксония после Наумбюргского договора 1554 года. Красный — владения Альбертинской линии, жёлтый — Эрнестинской.

После смерти Иоганна Фридриха в 1554 году, его владения были поделены между термя сыновьями. Старший Иоганн Фридрих II получил Эйзенах и Кобург, средний брат Иоганн Вильгельм — Веймар (Саксен-Веймар), а младший Иоганн Фридрих III стал править в Готе (Саксен-Гота). После смерти последнего в 1565 году в условиях отсутствия прямых потомков, между братьями началась борьба за его владения.
Через 7 лет в Эрфурте был достигнут компромисс, по которому Иоганн Вильгельм присоединял к Саксен-Веймару Альтенбург, Готу и Мейнинген. После его смерти в следующем году его старший сын Фридрих Вильгельм I стал герцогом Саксен-Альтенбург и получил во владение вышеупомянутые города, Саксен-Веймар перешло к Иоганну III, а Иоганн Казимир и Иоганн Эрнест совместно управляли герцогством Саксен-Кобург-Эйзенах (в 1596 году решили разделить его на Саксен-Кобург и Саксен-Веймар).

### Дальнейшая история
В 1605 году Иоганн II умер, и Саксен-веймаром согласно его воле должны были совместноу правлять восемь сыновей. В 1638 году пресеклась старшая линия Кобург-Эйзенах, и её владения были разделены между Саксен-Альбернбургами и Саксен-Веймарами (что удвоило территорию данного герцогства и позволило осуществлять будущие разделы). В 1640 году оставшиеся в живых три брата разделили Саксен-Веймар: Вильгельм получил Веймар, Альбрехт стал герцогом Саксен-Эйзенах, а Эрнст — герцогом Саксен-Гота.

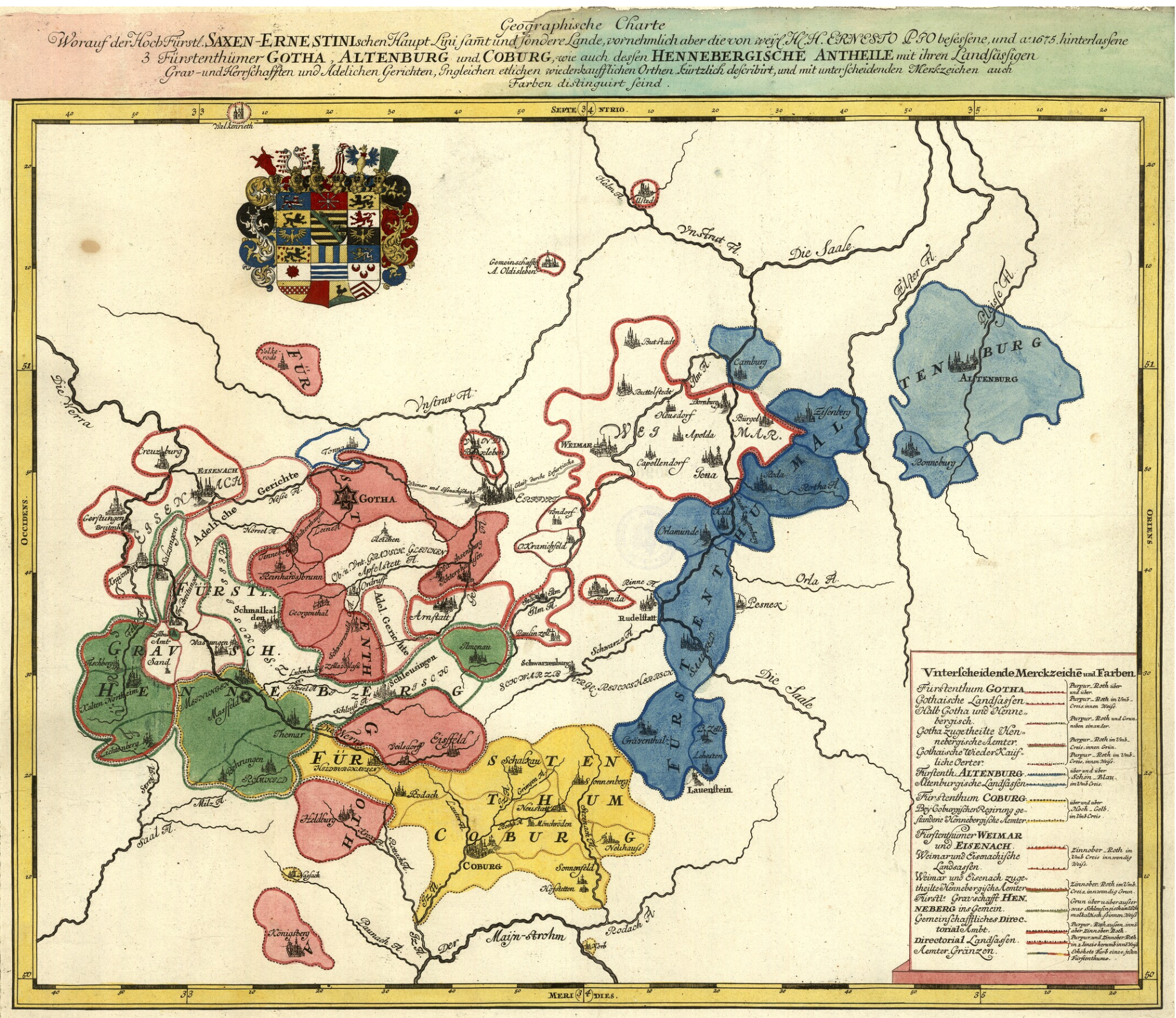
Эрнестинские герцогства в 1750 году.

Эрнст I Саксен-Готский через удачный брак на Елизавете Софии, смог обеспечить своих детей большей частью земель альтенбургской линии, оставшаяся четверть досталась Саксен-Веймару. После этого территория эрнестинских герцогств контролировали лишь эти две семьи. Дети Эрнста разделили его владения на семь частей: Айзенберг, Гота-Альтенбург, Зальфельд, Кобург, Мейнинген, Рёмхильд, Хильдбургхаузен; Айзенберг, Кобург и Рёмхильд имели лишь одно поколение правителей и были разделены между оставшимися потомками Саксен-Готы.

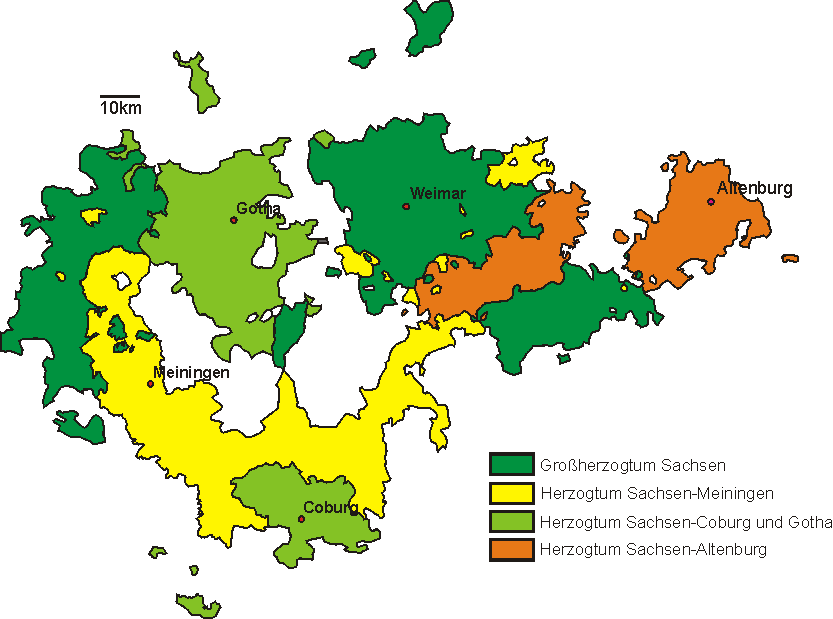
Эрнестинские герцогства после 1825 года.

В состав Верхнесаксонского округа Священной Римской империи входили Саксен-Веймар, Саксен-Айзенах, Саксен-Кобург, Саксен-Гота и Саксен-Альтенбург, что давало им право участвовать в работе рейхстага. В ходе сессии 1792 года герцог Саксен-Веймар также являлся герцогом Саксен-Айзенах, что давало ему два голоса; герцог Саксен-Альтенбург был и герцогом Саксен-Гота и также имел два голоса; герцог Саксен-Гота голосовал лишь за себя одного.
К 1826 году оставались следующие саксонские герцогства: великое герцогство Саксен-Веймар-Эйзенах (почти три-восьмых всех эрнестинских герцогств), герцогства Саксен-Гота-Альтенбург, Саксен-Мейнинген, Саксен-Хильдбургхаузен и Саксен-Кобург-Зальфельд. В 1826 году персеклась линия потомков Эрнста I, её наследство было разделено между оставшимися тремя линиями. Эрнестинские герцогства были упразднены вместе с монархией вскоре после окончания Первой мировой войны. Эрнестинская линия Веттинов смогла пережить Альтеринскую линию, сохранив мужское потомство и по сей день.

## Саксонские или Эрнестинские герцогства
- Саксен-Альтенбург (1603—1672; 1826—1918)
- Саксен-Кобург (1596—1633; 1681—1699)
- Саксен-Кобург-Айзенах (1572—1596)
- Саксен-Кобург-Заальфельд (1735—1826)
- Саксен-Айзенберг (1680—1707)
- Саксен-Кобург и Гота (1826—1918)
- Саксен-Айзенах (1596—1638; 1640—1644; 1672—1806)
- Саксен-Гота (1640—1680)
- Саксен-Гота-Альтенбург (1681—1826)
- Саксен-Хильдбургхаузен (1680—1826)
- Саксен-Йена (1672—1690)
- Саксен-Маркзуль (1662—1672)
- Саксен-Мейнинген (1681—1918)
- саксен-Рёмхильд (1680—1710)
- Саксен-Заальфельд (1680—1735)
- Саксен-Веймар (1572—1806)
- Саксен-Веймар-Айзенах (1806—1918)